# 아트차라
아트차라(Atzara, 사르데냐어: Atzàra)는 이탈리아 사르데냐 주 누오로도에 있는 코무네이다. 칼리아리에서 북쪽으로 약 90 킬로미터 (56 mi), 누오로에서 남서쪽으로 약 45 킬로미터 (28 mi) 떨어져 있다.
아트차라는 다음 지자체와 접경한다: 벨비, 메아나사르도, 사무게오, 소르고노. 이곳은 이탈리아의 가장 아름다운 마을 중 하나이다.

## 역사
바르바자에 위치한 이 마을은 서기 1000년경부터 시작되었으며, 여전히 존재하는 빙기아 데 지오소(Bingia de giosso) 샘 근처에서 발전했다. 오래된 시가지는 수 프루스쿠, 로디네, 몬티가 에 조소, 몬티가 에 수수, 사 코라 만나, 수 쿠쿠루 데 산투 지오르지, 추리 등의 고대 지구로 나뉜다. 이곳은 아르보레아 주디카토의 일부였다.

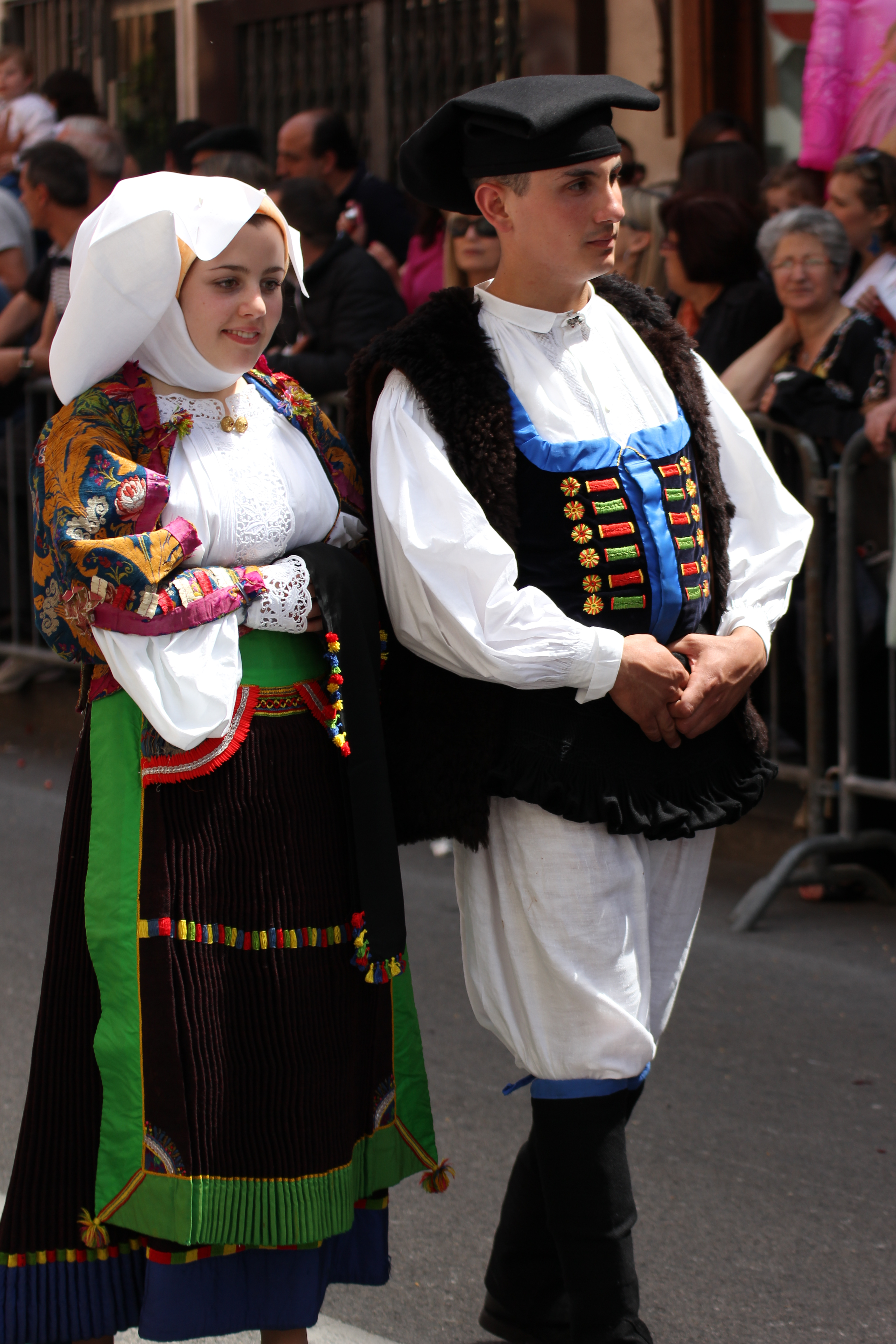
아트차라의 전통 의상

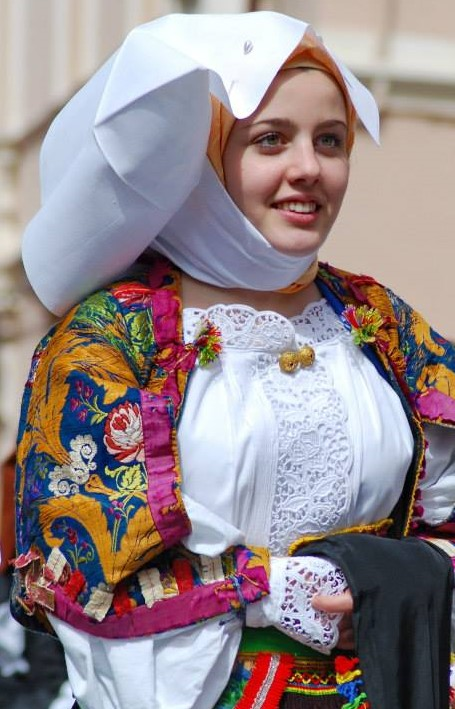
아트차라의 전통 의상